# Budkovické slepence
Budkovické slepence jsou přírodní památka poblíž vsi Budkovice v okrese Brno-venkov. Vyhlášena byla 1. ledna 2014. Lokalita se nachází na svazích levého břehu řeky Rokytné ve výškách od 219 do 310 metrů nad mořem. Přírodní památku tvoří dvě samostatná území o celkové rozloze 12,41 ha, z nichž jedno navazuje na hranicích okresu na národní přírodní rezervaci Krumlovsko-rokytenské slepence. Předmětem ochrany PP Budkovické slepence jsou slepencové svahy se stepní a skalní vegetací především koniklece velkokvětého (Pulsatilla grandis), hvozdíku moravského (Dianthus moravicus) a rovněž výskytem významných druhů živočichů jako je tesařík obrovský (Cerambyx cerdo).